# Salpinga ciliata
Salpinga ciliata är en tvåhjärtbladig växtart som beskrevs av Pilg.. Salpinga ciliata ingår i släktet Salpinga och familjen Melastomataceae. Inga underarter finns listade i Catalogue of Life.